# Sanah
Sanah (стилізовано: sanah), справжнє ім'я Зузанна Ірена Ю́рчак (пол. Zuzanna Irena Jurczak; нар. 2 вересня 1997, Варшава, Польща) — польська співачка, скрипалька, авторка пісень та композиторка, виконує пісні у стилях інді-поп, арт-поп, кволити-поп та синті-поп.
На початку кар'єри виступала під іменем «Ayreen» (похідне від її другого імені Ірена). Сценічне ім'я «sanah» — скорочена версія першого імені співачки Зузанна з англійської мови (Susannah).

## Ранні роки
Народилася 2 вересня 1997 року у Варшаві. У віці шести років розпочала навчання в музичній школі по класу скрипки, а в п'ятому класі початкової школи почала навчатися грі на фортепіано.
У 2004–2013 роках навчалася в Комплексі державних загальноосвітніх музичних шкіл імені Ґражини Бацевич у Варшаві. Ще школяркою виграла прослуховування камерального квартету в ZPOSM. Наступні три роки навчалася в загальноосвітній середній музичній школі імені Зенона Бжевського у Варшаві. У червні 2019 року захистила дипломну роботу по класу скрипки в Музичному університеті імені Фридерика Шопена у Варшаві.

## Творча кар'єра
Брала участь у прослуховуваннях для участі в шоу «The Voice of Poland» та в польській і британській версіях «Got Talent».
За сприяння Анджея Пучинського підписала контракт із «Magic Records». Її першим публічним виступом стала участь у «Tedx Talks». Здобула популярність після публікацій своїх демозаписів на YouTube.
У 2015 році взяла участь у фіналі Десятого фестивалю дитячої та юнацької пісні у Млодежові «Ten Ton» з піснею «„Poranne łzy». Її виступ ввійшов до альбому «Ten Ton – Piosenki Wojciecha Młynarskiego». Того ж року виступала на німецькому пісенному фестивалі Анни Герман в Цехоцінеку та взяла участь у конкурсі «Blue Note Poznań 2015».
У лютому 2016 року зіграла на скрипці на концерті випускників своєї школи «Młodzi Wirtuozi w Zamku Królewskim».
Того ж року Зузанна також пройшла з піснею «Rehab» до півфіналу «International Songwriting Competition» у двох категоріях: «Поп / Топ 40» та «Неопубліковане». Пісня вийшла як сингл 28 квітня 2017 року під лейбом «Serio Records». Тоді виступала як Ayreen. Це був єдиний музичний реліз виконавиці під цим іменем.
У березні 2019 року (вже як sanah) записала пісню «Rich in Love» Меттом Даском, який був першим у списку «Spotify Viral Top50». Згодом ковер на пісню записала з Давидом Подсіадло. У вересні 2019 року записала сингл «Idź», який посів перше місце у списку «Vevo DSCVR New Music Poland». 11 жовтня вийшов мініальбом « ja na imię niewidzialna mam», який посів третю позицію в списку продажів OLiS.
У січні 2020 року вийшов сингл «Szampan», що був анонсований прем'єрним студійним альбомом. У січні Sanah була номінована у трьох категоріях на музичну премію «Fryderyki». У травні вийшов альбом «Królowa dram», який в перший тиждень після прем'єри був на перших позиціях у списку продажів OLiS. 10 травня вийшов фільм у рамках «Hot16Challenge», на який її номінував репер Zeus. 6 вересня 2020 року вона виступила на Національному фестивалі польської пісні в Ополі зі своїм синглом «No sory», за яким вийшов другий мініальбом співачки під назвою «Bujda» (23 жовтня 2020 року), а також тур #NoSory. У жовтні вийшов кліп на сингл «Pożal się Boże». Тоді ж вийшли сингл «Bujda», пісня «Duszki» та кліп на пісню «Oczy». У грудні оголошено, що Sanah стала найпопулярнішою виконавицею в Польщі у 2020 році на «Spotify», після чого стала гостею фіналу 11-го сезону «The Voice of Poland» з піснями «Szampan» і «No Sory». Пісня Szampan набрала на ютубі 56 млн переглядів станом на березень 2021 року.
14 січня 2021 року Sanah разом з Vito Bambino випустили сингл «Ale jazz!». Також до цієї пісні вийшов кліп, опублікований того ж дня.
31 січня 2021 року вона виступила на 29-му фіналі Великого оркестру святкової допомоги у Раві-Мазовецькій.
У 2021 році номінована на премію «Nickelodeon Kids 'Choice Awards» у категорії «Польська зірка».
9 лютого з Ігорем Валашеком виступила на галаконцерті «Empik 2020».

## Дискографія

### Студійні альбоми
| Рік  | Дані про альбом | Найвищі позиції | Найвищі позиції | Досягнення        | Продажі        |
| Рік  | Дані про альбом | POL             | POL (вініл)     | Досягнення        | Продажі        |
| ---- | --- | --------------- | --------------- | ----------------- | -------------- |
| 2020 | Królowa dram - Випущений: 8 травня 2020 - Видавець: Magic Records - Формат: CD, digital download, вініл, колекційна коробка | 1               | 2               | - POL: 2× платина | - POL: 60 000+ |
| 2021 | Irenka - Випущений: 7 травня 2021                                                                                           |                 |                 |                   |                |
| 2022 | Uczta |                 |                 |                   |                |
| 2022 | Sanah śpiewa poezyje |                 |                 |                   |                |
| 2024 | Kaprysy |                 |                 |                   |                |

### Мініальбоми
| Рік  | Дані про альбом | Найвищі позиції | Найвищі позиції |
| Рік  | Дані про альбом | POL             | POL (вініл)     |
| ---- | --- | --------------- | --------------- |
| 2019 | ja na imię niewidzialna mam - Випущений: 11 жовтня 2019 - Видавець: Magic Records - Format: Digital download, вініл | –               | 3               |
| 2020 | Bujda - Випущений: 23 жовтня 2020 - Видавець: Magic Records - Format: Digital download, вініл, аудіокасета          | 27              | 3               |
|      | |                 |                 |

### Сингли
Сольні
| Рік  | Назва                      | Найвищі позиції | Найвищі позиції       | Найвищі позиції  | Найвищі позиції | Найвищі позиції | Найвищі позиції | Найвищі позиції | Досягнення        | Продажі         | Альбом                      |
| Рік  | Назва                      | POL (Airplay)   | POL (airplay nowości) | POL (airplay TV) | RMF FM          | Eska            | SLiP            | PiK             | Досягнення        | Продажі         | Альбом                      |
| ---- | -------------------------- | --------------- | --------------------- | ---------------- | --------------- | --------------- | --------------- | --------------- | ----------------- | --------------- | --------------------------- |
| 2017 | Rehab (як Ayreen)          | –               | –                     | –                | –               | –               | –               | –               |                   |                 | –                           |
| 2019 | Cząstka                    | –               | –                     | –                | –               | –               | –               | –               | - POL: платина    | - POL: 20 000+  | Ja na imię niewidzialna mam |
| 2019 | Siebie zapytasz            | –               | –                     | –                | –               | –               | –               | –               | - POL: 2× платина | - POL: 40 000+  | Ja na imię niewidzialna mam |
| 2019 | Proszę pana                | –               | –                     | –                | –               | 23              | 35              | –               | - POL: платина    | - POL: 20 000+  | Ja na imię niewidzialna mam |
| 2020 | Szampan                    | 1               | 2                     | –                | 1               | 1               | 2               | 6               | - POL: діамант    | - POL: 100 000+ | Królowa dram                |
| 2020 | Melodia                    | 1               | 2                     | 1                | 1               | 1               | 1               | 1               | - POL: 4× платина | - POL: 80 000+  | Królowa dram                |
| 2020 | Królowa dram               | –               | –                     | –                | –               | –               | –               | –               | - POL: платина    | - POL: 20 000+  | Królowa dram                |
| 2020 | No sory                    | 1               | 1                     | 2                | 1               | 7               | 1               | 2               | - POL: платина    | - POL: 20 000+  | Bujda                       |
| 2020 | Pożal się Boże             | –               | –                     | –                | –               | –               | –               | –               |                   |                 | Bujda                       |
| 2020 | Bujda                      | –               | –                     | –                | –               | –               | –               | –               | - POL: золото     | - POL: 10 000+  | Bujda                       |
| 2021 | Ale jazz! (з Vito Bambino) | 2               | 1                     | 1                | 1               | 1               | 1               | 1               |                   |                 | –                           |
|      |                            |                 |                       |                  |                 |                 |                 |                 |                   |                 |                             |

У співпраці
| Рік  | Назва        | Інший виконавець | Найвищі позиції   | Альбом       |
| Рік  | Назва        | Інший виконавець | POL (Apple Music) | Альбом       |
| ---- | ------------ | ---------------- | ----------------- | ------------ |
| 2019 | Rich In Love | Matt Dusk        | 49                | Jet Set Jazz |

Промосингли
| Рік  | Назва                                        | Найвищі позиції | Найвищі позиції | Найвищі позиції  | Найвищі позиції   | Найвищі позиції                                | Найвищі позиції | Найвищі позиції | Найвищі позиції | Найвищі позиції | Досягнення    | Продажі        | Альбом                      |
| Рік  | Назва                                        | POL (airplay)   | POL (airplay)   | POL (airplay) ]] | POL (Apple Music) | POL (iTunes)                                   | POL (Spotify)   | RMF FM          | Eska            | SLiP            | Досягнення    | Продажі        | Альбом                      |
| ---- | -------------------------------------------- | --------------- | --------------- | ---------------- | ----------------- | ---------------------------------------------- | --------------- | --------------- | --------------- | --------------- | ------------- | -------------- | --------------------------- |
| 2019 | Bez słów                                     | –               | –               | –                | –                 | –                                              | –               | –               | –               | –               |               |                | Ja na imię niewidzialna mam |
| 2019 | Solo                                         | –               | –               | –                | 99                | –                                              | –               | –               | –               | –               |               |                | Ja na imię niewidzialna mam |
| 2019 | Idź                                          | –               | –               | –                | 68                | –                                              | –               | –               | –               | –               | - POL: золото | - POL: 10 000+ | Ja na imię niewidzialna mam |
| 2019 | Aniołom szepnij to                           | –               | –               | –                | –                 | 61                                             | –               | –               | –               | –               |               |                | Ja na imię niewidzialna mam |
| 2019 | Projekt nieznajomy nie kłamie                | –               | –               | –                | –                 | –                                              | –               | –               | –               | –               | - POL: золото | - POL: 10 000+ | Bujda                       |
| 2020 | Róże (демо)                                  | –               | –               | –                | 29                | 18                                             | –               | –               | –               | –               |               |                | Bujda                       |
| 2020 | Invisible Dress (Maro Music x Skytech Remix) | 10              | 1               | 2                | –                 | 55(Maro Music x Skytech Remix – Short Edit).}} | 48              | 2               | 1               | 2               |               |                | –                           |
|      |                                              |                 |                 |                  |                   |                                                |                 |                 |                 |                 |               |                |                             |

Сертифіковані композиції
| Рік  | Назва   | Найвищі позиції | Найвищі позиції   | Найвищі позиції | Досягнення    | Продажі        | Альбом                      |
| Рік  | Назва   | POL (Spotify)   | POL (Apple Music) | DEN (iTunes)    | Досягнення    | Продажі        | Альбом                      |
| ---- | ------- | --------------- | ----------------- | --------------- | ------------- | -------------- | --------------------------- |
| 2019 | Koronki | 181             | 48                | 83              | - POL: золото | - POL: 10 000+ | Ja na imię niewidzialna mam |

Інші композиції
| Рік  | Назва                  | Найвищі позиції   | Найвищі позиції | Найвищі позиції | Альбом       |
| Рік  | Назва                  | POL (Apple Music) | POL (Spotify)   | POL (iTunes)    | Альбом       |
| ---- | ---------------------- | ----------------- | --------------- | --------------- | ------------ |
| 2020 | Początek               | 93                | –               | –               | Królowa dram |
| 2020 | To ja, a nie inna      | 25                | –               | –               | Królowa dram |
| 2020 | Oto cała ja            | 33                | 164             | –               | Królowa dram |
| 2020 | Łezki me               | 43                | 194             | 28              | Królowa dram |
| 2020 | 2/10                   | 38                | 176             | –               | Królowa dram |
| 2020 | Sama                   | 18                | 197             | 83              | Królowa dram |
| 2020 | Piękno tej niechcianej | 65                | –               | –               | Królowa dram |
| 2020 | Duszki                 | 61                | –               | –               | Bujda        |
| 2020 | Oczy                   | 7                 | 58              | 74              | Bujda        |
| 2020 | Pora roku zła          | 52                | 155             | 19              | Królowa dram |
|      |                        |                   |                 |                 |              |

### Композиції для інших виконавців
| Рік  | Виконавець              | Альбом         | Композиція       | Примітки |        |
| ---- | ----------------------- | -------------- | ---------------- | -------- | ------ |
| 2018 | Ania Deko               | –              | Stały Ląd        | музика   | [ 84 ] |
| 2019 | Роксана Венгель (Roxie) | Roksana Węgiel | Half Of My Heart | музика   | [ 85 ] |
| 2019 | Наталія Застемпа        | –              | Kłopoty          | музика   | [ 86 ] |
| 2020 | Наталія Застемпа        | –              | Niech się stanie | музика   | [ 87 ] |

### Відеокліпи
| Назва                                        | Рік                    | Видавець                       | Виробник                                          |                        |                        |
| Як головний виконавець                       | Як головний виконавець | Як головний виконавець         | Як головний виконавець                            | Як головний виконавець | Як головний виконавець |
| -------------------------------------------- | ---------------------- | ------------------------------ | ------------------------------------------------- | ---------------------- | ---------------------- |
| Bipping (демо)                               | 2019                   | невідомо                       | Czarny HIFI                                       | [ 88 ] [ 89 ]          |                        |
| Cząstka                                      | 2019                   | невідомо                       | Куба Галінський                                   | [ 90 ] [ 91 ]          |                        |
| Siebie zapytasz                              | 2019                   | невідомо                       | невідомо                                          | [ 92 ] [ 93 ]          |                        |
| Solo                                         | 2019                   | невідомо                       | невідомо                                          | [ 94 ] [ 95 ]          |                        |
| Idź                                          | 2019                   | TheDreams Studio               | TheDreams Studio                                  | [ 96 ] [ 97 ]          |                        |
| Proszę pana                                  | 2019                   | TheDreams Studio               | TheDreams Studio                                  | [ 98 ] [ 99 ]          |                        |
| Koronki                                      | 2019                   | TheDreams Studio               | TheDreams Studio                                  | [ 100 ] [ 101 ]        |                        |
| Projekt nieznajomy nie kłamie                | 2019                   | TheDreams Studio               | TheDreams Studio                                  | [ 102 ] [ 103 ]        |                        |
| Szampan                                      | 2020                   | TheDreams Studio               | Куба Галінський                                   | [ 104 ] [ 51 ]         |                        |
| Melodia                                      | 2020                   | TheDreams Studio               | Богдан Кондрацький                                | [ 105 ] [ 106 ]        |                        |
| Róże (вертикальне відео)                     | 2020                   | TheDreams Studio               | Куба Галінський                                   | [ 107 ] [ 108 ]        |                        |
| Królowa dram                                 | 2020                   | TheDreams Studio               | Thomas Martin Leithead-Docherty                   | [ 109 ] [ 110 ]        |                        |
| Proszę (вертикальне відео)                   | 2020                   | TheDreams Studio               | Павел Одошевський                                 | [ 111 ] [ 112 ]        |                        |
| Początek (вертикальне відео)                 | 2020                   | TheDreams Studio               | Павел Одошевський                                 | [ 113 ] [ 114 ]        |                        |
| To ja, a nie inna (вертикальне відео)        | 2020                   | TheDreams Studio               | Домінік Бучковський-Войташек                      | [ 115 ] [ 116 ]        |                        |
| Oto cała ja (вертикальне відео)              | 2020                   | TheDreams Studio               | Thomas Martin Leithead-Docherty                   | [ 117 ] [ 118 ]        |                        |
| 2/10 (вертикальне відео)                     | 2020                   | TheDreams Studio               | Crisitian Eberhard, Andrei Idu                    | [ 119 ] [ 120 ]        |                        |
| Piękno tej niechcianej (вертикальне відео)   | 2020                   | TheDreams Studio               | Czarny HIFI                                       | [ 121 ] [ 122 ]        |                        |
| Łezki me (вертикальне відео)                 | 2020                   | TheDreams Studio               | Thomas Martin Leithead-Docherty                   | [ 109 ] [ 123 ]        |                        |
| Koniec (вертикальне відео)                   | 2020                   | TheDreams Studio               | Павел Одошевський                                 | [ 113 ] [ 124 ]        |                        |
| Sama (вертикальне відео)                     | 2020                   | TheDreams Studio               | Crisitian Eberhard / Andrei Idu                   | [ 125 ]                |                        |
| #Hot16Challenge2                             | 2020                   | невідомо                       | невідомо                                          | [ 126 ] [ 127 ]        |                        |
| No sory                                      | 2020                   | TheDreams Studio               | Куба Галінський                                   | [ 128 ] [ 129 ]        |                        |
| No sory (альтернативна версія)               | 2020                   | TheDreams Studio               | Куба Галінський                                   | [ 130 ] [ 131 ]        |                        |
| Pożal się Boże                               | 2020                   | TheDreams Studio               | Thomas Martin Leithead-Docherty                   | [ 132 ] [ 133 ]        |                        |
| Bujda                                        | 2020                   | TheDreams Studio               | Thomas Martin Leithead-Docherty                   | [ 134 ] [ 135 ]        |                        |
| Oczy                                         | 2020                   | TheDreams Studio               | Jakub Galiński                                    | [ 45 ] [ 136 ]         |                        |
| Duszki                                       | 2020                   | TheDreams Studio               | Paul Whalley                                      | [ 137 ]                |                        |
| Invisible dress (Maro Music x Skytech Remix) | 2020                   | TheDreams Studio               | Thomas Martin Leithead-Docherty                   | [ 138 ]                |                        |
| Ale Jazz! (з Vito Bambino)                   | 2020                   | TheDreams Studio               | Куба Галінський / Оля Куль                        | [ 139 ] [ 54 ]         |                        |
| Співучасть                                   |                        |                                |                                                   |                        |                        |
| Rich in Love (Matt Dusk, feat. Sanah)        | 2019                   | Давид Земба / Mind Productions | Артур Стрончек / Mind Productions / Ольга Філіпяк | [ 140 ] [ 141 ]        |                        |

## Нагороди та відзнаки
| Рік  | Конкурс                              | Категорія                             | Номінант/переможець           | Досягнення |
| ---- | ------------------------------------ | ------------------------------------- | ----------------------------- | ---------- |
| 2020 | Fryderyki 2020                       | Альтернативний альбом року            | Ja na imię niewidzialna mam   | Номінація  |
| 2020 | Fryderyki 2020                       | Новий стиль виконання                 | Projekt nieznajomy nie kłamie | Номінація  |
| 2020 | Fryderyki 2020                       | Дебют року                            | sanah                         | Номінація  |
| 2020 | 57. KFPP w Opolu                     | Od Opola do Opola – інтернет-нагорода | Melodia                       | Перемога   |
| 2020 | 57. KFPP w Opolu                     | Музична премія (ZAiKS)                | „No sory”                     | Перемога   |
| 2020 | 57. KFPP w Opolu                     | Найкращі слова до пісні (ZAiKS)       | „No sory”                     | Перемога   |
| 2020 | 57. KFPP w Opolu                     | Премія «Premiery» (журі)              | „No sory”                     | Номінація  |
| 2020 | 57. KFPP w Opolu                     | Премія від журналістів                | „No sory”                     | Перемога   |
| 2020 | MTV Europe Music Awards 2020         | Найкращий польський виконавець        | sanah                         | Номінація  |
| 2021 | Bestselery Empiku 2020               | Поп/рок                               | Królowa dram                  | Перемога   |
| 2021 | Bestselery Empiku 2020               | Популярність на потокових платформах  | Melodia                       | Номінація  |
| 2021 | Bestselery Empiku 2020               | Популярність на потокових платформах  | Szampan                       | Номінація  |
| 2021 | Nickelodeon Kids’ Choice Awards 2021 | Польська зірка                        | sanah                         | Номінація  |